# McIntyre Final Eight System
Le McIntyre Final Eight System est un système de playoff incluant huit équipes, qui détermine les deux équipes qui joueront la finale. Deux équipes sont éliminées par week-end. Les équipes qui finissent en haut du classement de la saison régulière peuvent se qualifier plus facilement pour la finale.
Ce système a été utilisé dans la National Rugby League entre 1999 et 2011. Il a été aussi utilisé, jusqu'en 2000, par l'AFL. 
L'avantage de ce système est qu'il permet aux deux meilleures équipes de la saison régulière de se qualifier plus facilement pour la finale que les autres équipes moins bien classées. De plus, aucun match ne peut se répéter deux fois sur les trois phases. Par contre la principale critique que l'on peut faire sur ce système est que le troisième et le quatrième de la saison régulière peuvent se faire éliminer dès le premier tour.

## Fonctionnement
1er Tour (Week 1)
- 1st Qualifying Final : 1er contre 8e
- 2nd Qualifying Final : 2e contre 7e
- 3rd Qualifying Final : 3e contre 6e
- 4th Qualifying Final : 4e contre 5e

Les deux équipes les moins bien classées qui perdent, sont éliminées. Alors que les deux équipes les mieux classées qui gagnent, sont qualifiées directement pour le 3e tour.
2e Tour (week 2)
- 1st Semi Final : La 4e équipe la mieux placée ayant gagné au premier tour contre la 2e équipe la mieux classée ayant perdu au premier tour
- 2nd Semi Final : La 3e équipe la mieux placée ayant gagné au premier tour contre la 1re équipe la mieux classée ayant perdu au premier tour

Les deux équipes qui perdent, sont éliminées. Les deux équipes qui gagnent sont qualifiées pour le 3e tour.
3e Tour (week 3)
- 1st Preliminary Final : la 2e équipe la mieux placée ayant gagné au premier tour contre le vainqueur de la première demie (1st Semi Final)
- 2nd Preliminary Final : l'équipe la mieux placée ayant gagné au premier tour contre le vainqueur de la deuxième demie (2nd Semi Final)

Les deux équipes qui remportent leurs matchs, sont qualifiées pour la Grand Final.
4e Tour (week 4)
- Grand Final : vainqueur 1st Preliminary Final contre vainqueur 2nd Preliminary Final